# MyPaint
MyPaint – darmowy program do cyfrowego malowania obrazów różnorodnymi narzędziami (pędzel, ołówek, węgiel itp.).
Uboższy odpowiednik płatnego programu ArtRage.

## Zalety
- obsługuje tablety graficzne,
- zarządza warstwami(inne języki).

## Wady
- nakładana farba nie miesza się z wcześniej nałożoną.